# Joseph Doutrelepont
Louis Guillaume Joseph Doutrelepont (auch Josef Doutrelepont; * 3. Juni 1834 in Malmedy; † 30. April 1918 in Bonn) war ein deutscher Chirurg, Dermatologe und Hochschullehrer.

## Leben
Louis Guillaume Joseph Doutrelepont war der Sohn des Lederwarenfabrikanten Joseph Doutrelepont (1803–1881) und Enkel des Bürgermeisters von Malmédy Louis Doutrelepont (1772–1862). Er studierte Medizin an den Universitäten Bonn, Berlin und Wien. 1858 wurde er in Berlin zum Dr. med. promoviert. Anschließend ging er nach Bonn und wurde ein Schüler des Chirurgen Wilhelm Busch. 1863 habilitierte er sich, wurde Privatdozent für Chirurgie und Ophthalmologie und hielt unter anderem Vorlesungen über syphilitische Erkrankungen. 1869 wurde er zum außerordentlichen Professor ernannt. Außerdem war er Leiter der chirurgischen Abteilung („dirigierender Arzt“) im Friedrich-Wilhelm-Stift in Bonn. 1870 nahm er als Chirurg am Deutsch-Französischen Krieg teil und wurde mit dem Eisernen Kreuz ausgezeichnet.
Ab Anfang der 1870er Jahre arbeitete Joseph Doutrelepont verstärkt auf dem Gebiet der Dermatologie und stellte 1874 einen Antrag auf Einrichtung einer Hautklinik. 1879 gründete er im Universitätsgebäude aus eigenen Mitteln eine Privatklinik für syphilitische und Hauterkrankungen. 1882 wurde eine Universitäts-Klinik für Hautkrankheiten bewilligt, deren Leitung er übernahm. Joseph Doutrelepont wurde 1894 in Anerkennung seiner Leistungen zum ordentlichen Honorarprofessor ernannt. 1889 gründete er mit Moriz Kaposi, Edmund Lesser, Albert Neisser und Philipp Josef Pick die Deutsche Dermatologische Gesellschaft. 1910 wurde er emeritiert, sein Nachfolger war Erich Hoffmann.
Joseph Doutrelepont forschte und lehrte insbesondere auf dem Gebiet der Haut- und Geschlechtskrankheiten, insbesondere die Ätiologie und Therapie der Hauttuberkulose. Schüler waren Johannes Fabry, der 1900 die Hautklinik am  Klinikum Dortmund gründete, Karl Grouven, der später an die Universität Halle berufen wurde, Maximilian Wolters, der an die Universität Rostock berufen wurde, und Karl Zieler, der sich bei Joseph Doutrelepont habilitierte. Albert Jesionek von der Universität Gießen griff seine Arbeiten insbesondere zur Lichttherapie auf und entwickelte sie weiter.
Joseph Doutrelepont war ab 1861 mit Marie geborene Bettendorf (1840–1892) verheiratet.

## Auszeichnungen und Ehrungen
Joseph Doutrelepont war Ehrenmitglied der Berliner Dermatologischen Gesellschaft, der Rheinisch-Westfälischen Dermatologenvereinigung und der Niederrheinischen Gesellschaft für Natur- und Heilkunde.
1888 wurde er zum Mitglied der Deutschen Akademie der Naturforscher Leopoldina gewählt.
Schüler von Joseph Doutrelepont ließen anlässlich seines 70. Geburtstages von Albert Küppers eine Bronzebüste anfertigen, die in der Universitäts-Hautklinik Bonn aufgestellt wurde. Ein ebenfalls von Schülern in Auftrag gegebenes Ölbild hängt in einem Hörsaal der Hautklinik.

## Schriften
- Versuche über die Uebertragung der Carcinome von Thier auf Thier. In: Archiv für pathologische Anatomie und Physiologie und für klinische Medicin. Band 45, Heft 3–4, 1869, S. 501–508, doi:10.1007/BF01923811
- Erfahrungen über die Lebensdauer der wegen carcinoma mammae Operierten. In: Correspondenzblatt der ärztlichen Vereine im Rheinland, Westfalen und Lothringen. Nr. 17, 1876.
- Die Aetiologie des Lupus vulgaris. In: Vierteljahresschrift für Dermatologie und Syphilis. Band 11, Heft 3–4, 1884, S. 289–302, doi:10.1007/BF01843430.
- Ueber Behandlung der Hauttuberkulose. Marhold, Halle (Saale) 1912, DNB 579671968.